# Asesinato de Felipe Glasman
Felipe Glasman (Bahía Blanca,  29 de abril de 1939 – ibíd., 28 de agosto de 2002) fue un médico argentino especializado en endocrinología, presidente de la Asociación Médica de Bahía Blanca (AMBB) entre 1984-2002, elegido democráticamente en elecciones consecutivas, y por ser uno de los impulsores de la creación de la carrera de medicina de la Universidad Nacional del Sur a través del programa PRO.CI.SA.

## Vida personal
Nació el 29 de abril de 1939 en la localidad argentina de Bahía Blanca. Es el primer hijo de Fania Merovich y José Glasman, ambos de origen judío. Su madre era farmacéutica y se había graduado en la Universidad Nacional del Litoral, en una época donde sólo ocho mujeres estudiaban en la facultad. Su padre era idóneo en farmacia y descendía de una familia moldava que había emigrado de Kishinev a Moisés Ville (Santa Fe). José Glasman llegó a ser Diputado Provincial por la UCRP, a mediados de la década del 60.

## Trayectoria
Glasman estudio su primario en la Escuela Primaria N°3 Bernardino Rivadavia y su educación secundaria en el Ex Colegio Nacional de Bahía Blanca (luego Escuela de Educación Secundaria N°13), alternando con la práctica de básquet en la Organización Hebrea Argentina Macabi.
Ingresó a la Asociación Médica de Bahía Blanca (AMBB) en 1965,  como Protesorero  desde el 9 de julio de 1974 hasta el 25 de junio de 1976 y Secretario de la Comisión Directiva de la AMBB desde el 13 de mayo de 1980 hasta el 29 de junio de 1984. Fue Presidente y Secretario General de la  Asociación Médica de Bahía Blanca desde el 29 de junio de 1984 hasta el año 2002. También fue Presidente de la Fundación Médica de Bahía Blanca, desde el 22 de febrero de 1988 hasta el 2002.

## Asesinato y juicio
El 28 de agosto de 2002  Glasman fue asesinado cuando se retiraba de su consultorio privado , interceptado por un hombre que le disparó dos veces (en el cuerpo y la cabeza) y luego huyó.
Desde el principio se consideró a este hecho como un crimen por encargo, realizado por profesionales. Se descartó que se hubiera tratado de un robo ya que dentro del saco de la víctima fueron hallados objetos de valor.
Figuras tales como el exministro de Salud Ginés González García y el exgobernador de la Provincia de Buenos Aires, Felipe Solá, expresaron la necesidad de justicia por este hecho. El gobierno de la Provincia de Buenos Aires ofreció, en su momento, una importante suma a modo de recompensa para la resolución de este crimen. 
Desde el primer momento del hecho, la Asociación Médica de Bahía Blanca colaboró con la Fiscalía a cargo, también obtuvo la personería de particular damnificado en la Instrucción Penal Preparatoria N° 49.814 en febrero del 2003. Cinco años después este Ministerio Público Fiscal allanó la institución y sus dos hospitales gremiales, tratando de imputar a directivos y colaboradores. Sin embargo, la institución y las personas que intentaron involucrar fueron sobreseídas al no hallarse motivo alguno para iniciar un juicio contra ellas.
Luego del proceso judicial y a seis años del asesinato de Felipe Glasman, se juzgó como autor material a Vicente Guillermo Colman. El 20 de octubre de 2008, el hecho fue calificado como homicidio simple, agravado por el uso de un arma de fuego.  El Tribunal en lo Criminal Nº 1 halló autor material del crimen a Vicente Guillermo “Tito” Colman. Fue condenado a 27 años de prisión. Dos años después su pena se redujo a 23 años, al dejarse sin efecto la agravante de utilización de un arma de fuego. No se pudo probar la existencia de un autor intelectual que pagó por el asesinato de Felipe Glasman. 
El fallo quedó firme a mediados de 2013. En junio de 2014 la Sala II de la Cámara Penal de Apelación y Garantías rechazó el pedido de prisión domiciliaria solicitado por el defensor de Colman, quien apeló a razones de salud para fundamentar su pedido.  Vicente Colman se encuentra detenido en la Unidad Nº 4 de Villa Floresta.
La AMBB llevó adelante una serie de acciones y marchas a fin de mantener viva la memoria a Felipe Glasman.
El 3 de diciembre de 2018, en consonancia con el día del médico, se presentó la película documental “Felipe Glasman, primer mártir del gremialismo médico nacional”. La biografía documental fue producida por la Asociación Médica de Bahía Blanca y dirigida por Alberto Freinkel. Las locaciones son en Bahía Blanca y Capital Federal. Con una duración de 60 minutos, cuenta con el testimonio de diversas personas que lo han acompañado en su larga trayectoria médica.

## Reconocimientos
- El Hospital de la Asociación Médica de Bahía Blanca lleva su nombre desde el 25/09/2002.[16]